# François Moncla
Françoise Moncla, nacido el 1 de abril de 1932 en Louvie-Juzon y fallecido el 28 de noviembre de 2021 en Pau, fue un jugador de rugby internacional francés que jugó como ala en la posición de tercera línea desde principios de la década de 1950 hasta mediados de la década de 1960.
Moncla acumuló treinta y una apariciones en la selección de Francia entre 1956 y 1961. Fue uno de los protagonistas de las victorias de Francia en tres Torneos de las Cinco Naciones (1959, 1960 y 1961) y anotó 27 puntos en su carrera internacional. También participó en giras a Sudáfrica en 1958, a Argentina en 1960 y a Nueva Zelanda en 1961. Fue capitán del equipo de Francia en 18 ocasiones desde 1960 hasta 1961.
Militante del partido comunista se manifiesta en contra del apartheid después de la victoria del equipo francés en Johannesburgo con la selección sudafricana en 1958.
Inició su carrera en París, donde se mudó por trabajo en la École de l'Électricité de France y jugó inicialmente para el club Racing CF. Luego se unió a la Section Paloise. Ganó el campeonato de Francia en 1959 con el Racing y en 1964 con la Section Paloise.

## Carrera
Moncla nació en Louvie-Juzon, en los Pirineos Atlánticos, y creció en una familia dedicada al mantenimiento de caminos en el valle de Ossau. Su abuelo paterno, François Moncla, nacido en 1835, emigró a Argentina junto a algunos de sus hermanos, mientras que su padre, Jean-Casimir, fue el único que regresó a Francia.
El jugador comenzó su carrera en Louvie-Juzon antes de unirse al equipo juvenil de Étoile sportive arudyenne en 1948, donde jugó como ala. Luego, se trasladó a París a los 17 años por motivos de trabajo y estudió en la École nationale des métiers de l'Électricité de France en Gurcy-le-Châtel, obteniendo un certificado de aptitud profesional a los 18 años.
Moncla también sirvió en la base aérea de Bourget, donde en 1954 se convirtió en campeón de Francia en el equipo de la Fuerza Aérea y en 1955 campeón inter-armas de Francia. François Moncla fue una destacada figura del rugby francés en la década de 1950 y 1960, con una exitosa carrera tanto a nivel de clubes como en la selección nacional. También se destacó en actividades políticas y sociales, y dejó una huella duradera en el rugby francés.
- Arudy (1948-1949)
- Racing Club de France (1950-1962)
- Section Paloise (1962-1966)

## Palmarés por clubes
- Campeón de Francia con el Racing en 1950 y con el Pau en 1964
- Finalista del campeonato francés en 1957.
- Finalista del torneo Yves de Manoir en 1962 y 1964.

## Palmarés con la selección francesa
- Internacional durante 31 partidos desde 1956 a 1961 siendo capitán en 18 ocasiones.
- Campeón del Torneo de las Cinco Naciones los años 1959, 1960 y 1961 participando también en la edición de 1957.

## Presidente
Después de su carrera como jugador, Moncla fue nombrado presidente de la Section Paloise de 1972 a 1979.